# Gesture Description Language

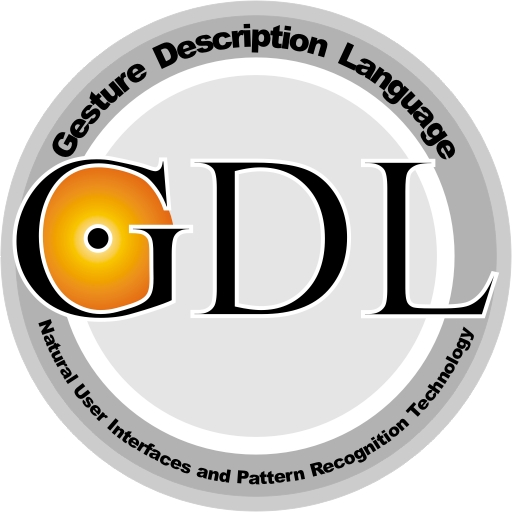
Oficjalne logo technologii GDL

GDL, GDL Technology – język opisu gestów (ang. Gesture Description Language), metoda opisu i automatycznej komputerowej klasyfikacji gestów i ruchów opracowana przez dr inż. Tomasza Hachaja i profesora Marka R. Ogielę. 
Metoda wykorzystuje bezkontekstową gramatykę formalną GDLs (ang. Gesture Description Language script), w której można  definiować reguły rozpoznawania dowolnych gestów. Reguły takie pełnią podobną funkcję jak w klasycznych systemach ekspertowych. Przy pomocy reguł można definiować zarówno statyczne pozycje ciała (tak zwane pozycje kluczowe, ang. key frames) jak i łańcuchy następujących po sobie różnych ruchów  ciała tworząc w ten sposób definicję gestu. Rozpoznawanie gestu odbywa się przy zastosowaniu mechanizmu automatycznego wnioskowania w przód. Najnowsze implementacje klasyfikatora GDL wykorzystują kontroler Microsoft Kinect i pozwalają na rozpoznawanie gestów w czasie rzeczywistym. Licencja pozwala na darmowe wykorzystanie tych aplikacji na potrzeby edukacyjne oraz naukowe.